# Ouolodo
Ouolodo est une localité et une commune rurale malienne de l'arrondissement de Nossombougou dans le cercle de Kolokani et la région de Koulikoro.

## Villages
La commune s'étend sur 9 localités relevées lors du recensement général de 2009. 
Les villages les plus peuplés sont :
- Ouolodo (3 106 habitants) ;
- Sanadié (1 847 habitants) ;
- Diékouma (1 438 habitants).